# Peso Pesado (2.ª edição)
Peso Pesado: 2.ª Edição é a segunda edição do concurso televisivo emitido na SIC, que tem como objectivo mudar a vida de pessoas obesas. Com a apresentação de Bárbara Guimarães e com os treinadores Rui Barros e Conceição Gonçalves.

## Concorrentes
| Concorrente                            | Azul vs Vermelho 1 | Azul vs Vermelho 2 | Pares                | Individuais | Estado                        | Total de Votos |
| -------------------------------------- | ------------------ | ------------------ | -------------------- | ----------- | ----------------------------- | -------------- |
| Carolina Lima, 31, Lisboa              | Equipa Vermelha    |                    |                      |             | Eliminada na 1.ª Semana       | 5              |
| Bruno Cardoso, Voltou na 5ª Semana     | Equipa Azul        | Equipa Azul        |                      |             | Eliminado na 2.ª Semana       | 4              |
| Vera Mendes, 20, Valongo               | Equipa no Comando  |                    |                      |             | Eliminada na 3.ª Semana       | [E1]           |
| Helena Baptista, 43, Matosinhos        | Equipa Vermelha    | Equipa Azul        |                      |             | Eliminada na 3.ª Semana       | 4              |
| José Teixeira, 38, Amadora             | Equipa Azul        | Equipa Vermelha    |                      |             | Desistiu na 4.ª Semana        | [D]            |
| Alexandre Guerra, Voltou na 5ª Semana  | Equipa Vermelha    | Equipa Vermelha    |                      |             | Eliminado na 4.ª Semana       | [Auto]         |
| Alfredo Carvalho, 34, Camarate         | Equipa Vermelha    | Equipa Vermelha    |                      |             | Eliminado na 4.ª Semana       | 3              |
| Ana Sousa, Voltou na 10ª Semana        | Equipa Azul        | Equipa Azul        | Equipa Azul Turquesa |             | Eliminada na 5.ª Semana       | 6              |
| Andreia Costa, 19, Felgueiras          | Equipa Vermelha    | Equipa Vermelha    | Equipa Azul Turquesa |             | Eliminada na 5.ª Semana       | 6              |
| Carlos Duarte, 32, Barreiro            | Equipa Azul        | Equipa Vermelha    | Equipa Castanha      |             | Eliminado na 7.ª Semana       | 2              |
| João Silva, 24, Ferreira do Alentejo   | Equipa Vermelha    | Equipa Azul        | Equipa Castanha      |             | Eliminado na 7.ª Semana       | 2              |
| Alexandre Guerra, Voltou na 10ª Semana | Equipa Vermelha    | Equipa Vermelha    | Equipa Verde         |             | Re-Eliminado na 8.ª Semana    | 6              |
| Bruno Cardoso, 33, Aveiro              | Equipa Azul        | Equipa Azul        | Equipa Verde         | Individuais | Eliminado na 9.ª Semana       | 6              |
| Margarida Cassola, 21, Laranjeiro      | Equipa Azul        | Equipa Azul        | Equipa Amarela       | Individuais | Eliminada na 10.ª Semana      | 4              |
| Ana Sousa, 24, Alcobaça                | Equipa Azul        | Equipa Azul        | Equipa Azul Turquesa | Individuais | Re-Eliminada na 11ª Semana    | [Desafio]      |
| Marta Themudo, 31, Lisboa              | Equipa no Comando  | Equipa Vermelha    | Equipa Laranja       | Individuais | Eliminada na 11.ª Semana      | 2              |
| Ivo Luz, 22, Vila Nova de Gaia         | Equipa Vermelha    | Equipa Vermelha    | Equipa Roxa          | Individuais | Desqualificado antes da Final | [D1]           |
| Diogo Guerreiro, 34, Setúbal           | Equipa Azul        | Equipa Azul        | Equipa Laranja       | Individuais | Eliminado na Final            |                |
| Alexandre Guerra, 35, Almada           | Equipa Vermelha    | Equipa Vermelha    | Equipa Verde         | Individuais | 2.º Vice-Vencedor             |                |
| Sara Ferreira, 25, Braga               | Equipa Azul        | Equipa Azul        | Equipa Roxa          | Individuais | Vice-Vencedor                 |                |
| Marco Rodrigues, 22, Lavradio          | Equipa no Comando  | Equipa Azul        | Equipa Amarela       | Individuais | Peso Pesado                   |                |

- ↑[E1]  Perdeu a pesagem contra os outros dois concorrentes no comando, automaticamente eliminado(a).
- ↑[D]  O concorrente desistiu devido a uma lesão.
- ↑[Auto]  O concorrente foi eliminada devido a uma Caminhada do Poder.

- ↑[Desafio]  Perdeu o desafio e foi automaticamente eliminada.
- ↑[D1]  O concorrente foi desqualificado por ter ingerido produtos ilegais segundo o regulamento interno do programa, produtos esses que influenciam no sistema nervoso e na perda de peso.

## Pesagens
| Concorrente | Idade | Altura | IMC Inicial | IMC Final | Peso Inicial | Semanas | Semanas | Semanas | Semanas | Semanas | Semanas | Semanas | Semanas | Semanas | Semanas | Semanas | Semanas | Semanas | Final               | Peso Perdido        | Percentagem Perdida |
| Concorrente | Idade | Altura | IMC Inicial | IMC Final | Peso Inicial | 1       | 2       | 3       | 4       | 5       | 6       | 7       | 8       | 9       | 10      | 10      | 11      | 12      | Final               | Peso Perdido        | Percentagem Perdida |
| ----------- | ----- | ------ | ----------- | --------- | ------------ | ------- | ------- | ------- | ------- | ------- | ------- | ------- | ------- | ------- | ------- | ------- | ------- | ------- | ------------------- | ------------------- | ------------------- |
| Marco       | 22    | 1.80   | 44.4        | 26.3      | 143.8        | X       | 130.2   | 128.6   | 124.0   | 120.9   | 116.7   | 113.2   | 108.4   | 108.5   | X       | 103.3   | 100.7   | 97.9    | 85.2                | 58.6                | 40.75%              |
| Sara        | 25    | 1.59   | 43.2        | 27.0      | 109.3        | 104.8   | 102.1   | 100.2   | 96.6    | 93.5    | 90.9    | 89.9    | 85.9    | 84.0    | X       | 82.7    | 81.3    | 77.4    | 68.2                | 41.1                | 37.60%              |
| Alexandre   | 35    | 1.82   | 43.5        | 31.9      | 144.1        | 139.4   | 135.5   | 132.2   | X       | 127.4   | 123.2   | 121.5   | 118.7   |         | 121.3   | 113.1   | 110.6   | 107.2   | 105.7               | 38.4                | 26.65%              |
| Diogo       | 34    | 1.85   | 46.0        | 31.4      | 157.5        | 148.2   | 145.2   | 142.8   | 138.2   | 135.2   | 134.0   | 130.0   | 127.2   | 123.9   | X       | 120.5   | 117.5   | 114.4   | 107.4               | 50.1                | 31.81%              |
| Ivo         | 22    | 1.68   | 51.7        | X         | 146.0        | 138.6   | 134.8   | 133.1   | 128.2   | 125.6   | 121.8   | 120.5   | 118.6   | 114.2   | X       | 111.5   | 111.1   | 107.3   | Desqualificado[D1]. | Desqualificado[D1]. | Desqualificado[D1]. |
| Marta       | 31    | 1.74   | 38.1        | 26.0      | 115.4        | X       | 105.5   | 103.4   | 100.6   | 98.3    | 96.2    | 96.3    | 92.4    | 89.9    | X       | 86.9    | 85.9    |         | 78.7                | 36.7                | 31.80%              |
| Ana         | 24    | 1.66   | 46.9        | 34.4      | 129.1        | 122.4   | 119.2   | 117.6   | 114.0   | 111.6   |         |         |         |         | 107.9   | 101.1   | X       |         | 94.8                | 34.3                | 26.57%              |
| Margarida   | 21    | 1.60   | 53.0        | 37.5      | 135.6        | 128.9   | 126.2   | 124.8   | 121.5   | 118.6   | 116.5   | 113.9   | 112.6   | 110.6   | X       | 108.8   |         |         | 95.9                | 39.7                | 29.28%              |
| João        | 24    | 1.66   | 45.4        | 29.8      | 125.0        | 118.3   | 114.2   | 112.5   | 109.3   | 106.1   | 104.1   | 100.9   |         |         | 93.0    | 87.8    |         |         | 82.0                | 43.0                | 34.40%              |
| Carlos      | 32    | 1.69   | 52.1        | 32.4      | 148.7        | 140.8   | 137.2   | 133.7   | 129.7   | 125.9   | 122.7   | 118.9   |         |         | 108.9   | 106.5   |         |         | 92.6                | 56.1                | 37.73%              |
| Bruno       | 33    | 1.70   | 68.7        | 54.9      | 198.6        | 191.9   | 189.6   |         |         | 181.5   | 177.7   | 176.6   | 173.3   | 171.8   | 173.4   |         |         |         | 158.7               | 39.9                | 20.09%              |
| Andreia     | 19    | 1.73   | 41.2        | 33.8      | 123.4        | 120.5   | 118.0   | 116.2   | 113.6   | 110.3   |         |         |         |         | 107.9   |         |         |         | 101.1               | 22.3                | 18.07%              |
| Alfredo     | 34    | 1.84   | 63.4        | 52.0      | 214.7        | 208.3   | 203.1   | 197.3   | 192.9   |         |         |         |         |         | 181.6   |         |         |         | 176.2               | 38.5                | 17.93%              |
| José        | 38    | 1.74   | 56.6        | 35.1      | 171.5        | 159.7   | 155.7   | 150.7   | X       |         |         |         |         |         | 128.4   |         |         |         | 106.2               | 65.3                | 38.08%              |
| Helena      | 43    | 1.55   | 48.6        | 41.0      | 116.7        | 116.5   | 114.1   | 113.3   |         |         |         |         |         |         | 104.0   |         |         |         | 98.5                | 18.2                | 15.60%              |
| Vera        | 20    | 1.57   | 40.6        | 33.4      | 100.0        | X       | 94.1    |         |         |         |         |         |         |         | 88.6    |         |         |         | 82.3                | 17.7                | 17.70%              |
| Carolina    | 31    | 1.69   | 38.2        | 31.1      | 109.0        | 105.7   |         |         |         |         |         |         |         |         | 98.8    |         |         |         | 88.9                | 20.1                | 18.44%              |

Treinadores
     Concorrentes da equipa da Conceição
     Concorrentes da equipa do Rui
     Concorrentes da equipa do Comando
Legenda
     Peso Pesado da Semana
     Imunidade (Desafio ou Pesagem)
     Imunidade e Peso Pesado da Semana
     Última pessoa eliminada antes da final
     Resultados dos concorrentes eliminados (semana 3)
     Desistência devido a lesão
     Eliminado devido a uma Caminhada do Poder
Vencedores
     50.000€ (entre os finalistas)
     25.000€ (entre os concorrentes eliminados)
IMC
     Normal (18.5 - 24.9 IMC)
     Excesso de Peso (25 - 29.9 IMC)
     Obeso Classe I (30 - 34.9 IMC)
     Obeso Classe II (35 - 39.9 IMC)
     Obeso Classe III (maior que 40 IMC)

### Perdas de Peso
| Concorrente | Semana | Semana | Semana | Semana | Semana | Semana | Semana | Semana | Semana | Semana | Semana | Semana | Semana | Semana |
| Concorrente | 1      | 2      | 3      | 4      | 5      | 6      | 7      | 8      | 9      | 10     | 10     | 11     | 12     | Final  |
| ----------- | ------ | ------ | ------ | ------ | ------ | ------ | ------ | ------ | ------ | ------ | ------ | ------ | ------ | ------ |
| Marco       | -13.6  | -13.6  | -1.6   | -4.6   | -3.1   | -4.2   | -3.5   | -4.8   | +0.1   | X      | -5.2   | -2.6   | -2.8   | -12.7  |
| Sara        | -4.5   | -2.7   | -1.9   | -3.6   | -3.1   | -2.6   | -1.0   | -4.0   | -1.9   | X      | -1.3   | -1.4   | -3.9   | -9.2   |
| Alexandre   | -4.7   | -3.9   | -3.3   | X      | -4.8   | -4.2   | -1.7   | -2.8   | +2.6   | +2.6   | -8.2   | -2.5   | -3.4   | -1.5   |
| Diogo       | -9.3   | -3.0   | -2.4   | -4.6   | -3.0   | -1.2   | -4.0   | -2.8   | -3.3   | X      | -3.4   | -3.0   | -3.1   | -7.0   |
| Ivo         | -7.4   | -3.8   | -1.7   | -4.9   | -2.6   | -3.8   | -1.3   | -1.9   | -4.4   | X      | -2.7   | -0.4   | -3.8   | X      |
| Marta       | -9.9   | -9.9   | -2.1   | -2.8   | -2.3   | -2.1   | +0.1   | -3.9   | -2.5   | X      | -3.0   | -1.0   | -7.2   | -7.2   |
| Ana         | -6.7   | -3.2   | -1.6   | -3.6   | -2.4   | -3.7   | -3.7   | -3.7   | -3.7   | -3.7   | -6.8   | X      | -6.3   | -6.3   |
| Margarida   | -6.7   | -2.7   | -1.4   | -3.3   | -2.9   | -2.1   | -2.6   | -1.3   | -2.0   | X      | -1.8   | -12.9  | -12.9  | -12.9  |
| João        | -6.7   | -4.1   | -1.7   | -3.2   | -3.2   | -2.0   | -3.2   | -7.9   | -7.9   | -7.9   | -5.2   | -5.8   | -5.8   | -5.8   |
| Carlos      | -7.9   | -3.6   | -3.5   | -4.0   | -3.8   | -3.2   | -3.8   | -10.0  | -10.0  | -10.0  | -2.4   | -13.9  | -13.9  | -13.9  |
| Bruno       | -6.7   | -2.3   | -8.1   | -8.1   | -8.1   | -3.8   | -1.1   | -3.3   | -1.5   | +1.6   | -14.7  | -14.7  | -14.7  | -14.7  |
| Andreia     | -2.9   | -2.5   | -1.8   | -2.6   | -3.3   | -2.4   | -2.4   | -2.4   | -2.4   | -2.4   | -6.8   | -6.8   | -6.8   | -6.8   |
| Alfredo     | -6.4   | -5.2   | -5.8   | -4.4   | -11.3  | -11.3  | -11.3  | -11.3  | -11.3  | -11.3  | -5.4   | -5.4   | -5.4   | -5.4   |
| José        | -11.8  | -4.0   | -5.0   | X      | -22.3  | -22.3  | -22.3  | -22.3  | -22.3  | -22.3  | -22.2  | -22.2  | -22.2  | -22.2  |
| Helena      | -0.2   | -2.4   | -0.8   | -9.3   | -9.3   | -9.3   | -9.3   | -9.3   | -9.3   | -9.3   | -5.5   | -5.5   | -5.5   | -5.5   |
| Vera        | -5.9   | -5.9   | -5.5   | -5.5   | -5.5   | -5.5   | -5.5   | -5.5   | -5.5   | -5.5   | -6.3   | -6.3   | -6.3   | -6.3   |
| Carolina    | -3.3   | -6.9   | -6.9   | -6.9   | -6.9   | -6.9   | -6.9   | -6.9   | -6.9   | -6.9   | -9.9   | -9.9   | -9.9   | -9.9   |

Notas
- *Na 9ª Semana, Marco entregou 1 kg de vantagem à Marta e a sua perda mudou para 3.5 kg, sendo considerada o Peso Pesado da Semana.

### Percentagens de Peso Perdido
| Concorrente | Semana | Semana | Semana | Semana | Semana  | Semana  | Semana  | Semana  | Semana  | Semana  | Semana  | Semana  | Semana  | Semana  |         |
| Concorrente | 1      | 2      | 3      | 4      | 5       | 6       | 7       | 8       | 9       | 10      | 10      | 11      | 12      | Final   |         |
| ----------- | ------ | ------ | ------ | ------ | ------- | ------- | ------- | ------- | ------- | ------- | ------- | ------- | ------- | ------- | ------- |
| Marco       | -9.46% | -9.46% | -1.23% | -3.58% | -2.50%  | -3.47%  | -3.00%  | -4.24%  | +0.09%  | X       | -4.79%  | -2.52%  | -2.78%  | -12.97% |         |
| Sara        | -4.13% | -2.58% | -1.86% | -3.59% | -3.21%  | -2.78%  | -1.10%  | -4.45%  | -2.21%  | X       | -1.55%  | -1.69%  | -4.80%  | -11.89% |         |
| Alexandre   | -3.26% | -2.80% | -2.44% | X      | -3.63%  | -3.30%  | -1.38%  | -2.30%  | +2.19%  | +2.19%  | -6.76%  | -2.21%  | -3.07%  | -1.40%  |         |
| Diogo       | -5.90% | -2.02% | -1.65% | -3.22% | -2.17%  | -0.89%  | -2.99%  | -2.15%  | -2.59%  | X       | -2.74%  | -2.49%  | -2.64%  | -6.38%  |         |
| Ivo         | -5.07% | -2.74% | -1.26% | -3.68% | -2.03%  | -3.03%  | -1.07%  | -1.58%  | -3.71%  | X       | -2.36%  | -0.36%  | -3.42%  | X       |         |
| Marta       | -8.58% | -8.58% | -1.99% | -2.71% | -2.29%  | -2.14%  | +0.10%  | -4.05%  | -2.71%* | X       | -3.34%  | -1.15%  | -8.38%  | -8.38%  |         |
| Ana         | -5.19% | -2.62% | -1.34% | -3.06% | -2.11%  | -3.32%  | -3.32%  | -3.32%  | -3.32%  | -3.32%  | -6.30%  | X       | -6.23%  | -6.23%  |         |
| Margarida   | -4.94% | -2.09% | -1.10% | -2.64% | -2.39%  | -1.77%  | -2.23%  | -1.14%  | -1.73%  | X       | -1.63%  | -11.86% | -11.86% | -11.86% | -11.86% |
| João        | -5.36% | -3.47% | -1.49% | -2.84% | -2.93%  | -1.89%  | -3.07%  | -7.83%  | -7.83%  | -7.83%  | -5.59%  | -6.61%  | -6.61%  | -6.61%  |         |
| Carlos      | -5.31% | -2.56% | -2.55% | -2.99% | -2.93%  | -2.54%  | -3.10%  | -8.41%  | -8.41%  | -8.41%  | -2.20%  | -13.05% | -13.05% | -13.05% |         |
| Bruno       | -3.37% | -1.20% | -4.27% | -4.27% | -4.27%  | -2.09%  | -0.62%  | -1.87%  | -0.83%  | +0.93%  | -8.48%  | -8.48%  | -8.48%  | -8.48%  |         |
| Andreia     | -2.35% | -2.07% | -1.53% | -2.24% | -2.90%  | -2.18%  | -2.18%  | -2.18%  | -2.18%  | -2.18%  | -6.30%  | -6.30%  | -6.30%  | -6.30%  |         |
| Alfredo     | -2.98% | -2.50% | -2.86% | -2.23% | -5.86%  | -5.86%  | -5.86%  | -5.86%  | -5.86%  | -5.86%  | -2.97%  | -2.97%  | -2.97%  | -2.97%  |         |
| José        | -6.88% | -2.50% | -3.21% | X      | -14.80% | -14.80% | -14.80% | -14.80% | -14.80% | -14.80% | -17.29% | -17.29% | -17.29% | -17.29% |         |
| Helena      | -0.17% | -2.06% | -0.70% | -8.21% | -8.21%  | -8.21%  | -8.21%  | -8.21%  | -8.21%  | -8.21%  | -5.29%  | -5.29%  | -5.29%  | -5.29%  |         |
| Vera        | -5.90% | -5.90% | -5.84% | -5.84% | -5.84%  | -5.84%  | -5.84%  | -5.84%  | -5.84%  | -5.84%  | -7.11%  | -7.11%  | -7.11%  | -7.11%  |         |
| Carolina    | -3.03% | -6.53% | -6.53% | -6.53% | -6.53%  | -6.53%  | -6.53%  | -6.53%  | -6.53%  | -6.53%  | -10.02% | -10.02% | -10.02% | -10.02% |         |

Notas
- Na 9ª Semana, Marco entregou 1 kg de vantagem à Marta e a sua percentagem mudou para 3.78%, sendo considerada o Peso Pesado da Semana.

## Caminhadas do Poder (2ª Edição - Individuais)
| Semana    | Concorrente       |
| --------- | ----------------- |
| Semana 1  | Andreia           |
| Semana 2  | Andreia           |
| Semana 3  | Ana               |
| Semana 4  | Margarida         |
| Semana 5  | Margarida & Marco |
| Semana 6  | João & Carlos     |
| Semana 7  |                   |
| Semana 8  | Diogo & Marta     |
| Semana 9  | Marco             |
| Semana 10 |                   |
| Semana 11 | Ivo               |
| Semana 12 |                   |

## Eliminação
| Concorrente | Semana 1 | Semana 2               | Semana 3               | Semana 4                         | Semana 5                         | Semana 6                         | Semana 7                         | Semana 8                         | Semana 9                         | Semana 10                        | Semana 11                        | Semana 12                        | Final                            |                            |
| Eliminado   | Carolina | Bruno                  | Vera, Helena           | José, Alexandre, Alfredo         | Ana, Andreia                     | ...                              | Carlos, João                     | Alexandre                        | Bruno                            | Margarida                        | Ana, Marta                       | Alexandre Ivo                    | Diogo                            |                            |
| ----------- | -------- | ---------------------- | ---------------------- | -------------------------------- | -------------------------------- | -------------------------------- | -------------------------------- | -------------------------------- | -------------------------------- | -------------------------------- | -------------------------------- | -------------------------------- | -------------------------------- | -------------------------- |
| Marco       | X        | X                      | ?                      | X                                | Ana & Andreia                    | X                                | Carlos & João                    | Alexandre                        | Bruno                            | Sara                             | Sara                             | Diogo                            | Vencedor                         |                            |
| Sara        | X        | Bruno                  | Helena                 | X                                | Ana & Andreia                    | Marco & Margarida                | X                                | Alexandre                        | X                                | X                                | X                                | Alexandre                        | Finalista                        |                            |
| Alexandre   | Carolina | X                      | X                      | X                                | Carlos & João                    | Marco & Margarida                | X                                | X                                |                                  | Sara                             | Sara                             | X                                | X                                |                            |
| Diogo       | X        | Bruno                  | Helena                 | X                                | Ana & Andreia                    | X                                | X                                | Alexandre                        | Bruno                            | Margarida                        | Marta                            | X                                | Eliminado na Final               |                            |
| Ivo         | ?        | X                      | X                      | Alfredo                          | Ana & Andreia                    | Marco & Margarida                | X                                | Alexandre                        | ?                                | Margarida                        | Marta                            | Alexandre                        | Desqualificado antes da final    |                            |
| Marta       | X        | X                      | X                      | Alfredo                          | Ana & Andreia                    | X                                | X                                | Alexandre                        | Bruno                            | Margarida                        | X                                | Eliminada na 11ª Semana          | Eliminada na 11ª Semana          |                            |
| Ana         | X        | ?                      | Helena                 | X                                | X                                |                                  |                                  |                                  |                                  | Margarida                        | X                                | Re-Eliminada na 11ª Semana       | Re-Eliminada na 11ª Semana       |                            |
| Margarida   | X        | Bruno                  | Helena                 | X                                | Ana & Andreia                    | X                                | Carlos & João                    | Alexandre                        | ?                                | X                                | Eliminada na 10ª Semana          | Eliminada na 10ª Semana          | Eliminada na 10ª Semana          |                            |
| João        | ?        | ?                      | Ana                    | X                                | X                                | Marco & Margarida                | X                                |                                  |                                  | X                                | Re-Eliminado na 10ª Semana       | Re-Eliminado na 10ª Semana       | Re-Eliminado na 10ª Semana       | Re-Eliminado na 10ª Semana |
| Carlos      | X        | X                      | X                      | Alfredo                          | X                                | Marco & Margarida                | X                                |                                  |                                  | X                                | Re-Eliminado na 10ª Semana       | Re-Eliminado na 10ª Semana       | Re-Eliminado na 10ª Semana       | Re-Eliminado na 10ª Semana |
| Bruno       | X        | Margarida              |                        |                                  | Carlos & João                    | Marco & Margarida                | X                                | X                                | X                                | Re-Eliminado na 9ª Semana        | Re-Eliminado na 9ª Semana        | Re-Eliminado na 9ª Semana        | Re-Eliminado na 9ª Semana        |                            |
| Andreia     | Carolina | X                      | X                      | Carlos                           | X                                | Eliminada na 5ª Semana           | Eliminada na 5ª Semana           | Eliminada na 5ª Semana           | Eliminada na 5ª Semana           | Eliminada na 5ª Semana           | Eliminada na 5ª Semana           | Eliminada na 5ª Semana           | Eliminada na 5ª Semana           |                            |
| Alfredo     | Carolina | X                      | X                      | Marta                            | Eliminado na 4ª Semana           | Eliminado na 4ª Semana           | Eliminado na 4ª Semana           | Eliminado na 4ª Semana           | Eliminado na 4ª Semana           | Eliminado na 4ª Semana           | Eliminado na 4ª Semana           | Eliminado na 4ª Semana           | Eliminado na 4ª Semana           |                            |
| José        | X        | X                      | X                      | X                                | Eliminado na 4ª Semana           | Eliminado na 4ª Semana           | Eliminado na 4ª Semana           | Eliminado na 4ª Semana           | Eliminado na 4ª Semana           | Eliminado na 4ª Semana           | Eliminado na 4ª Semana           | Eliminado na 4ª Semana           | Eliminado na 4ª Semana           |                            |
| Helena      | Carolina | Bruno                  | Diogo                  | Eliminada na 3ª Semana           | Eliminada na 3ª Semana           | Eliminada na 3ª Semana           | Eliminada na 3ª Semana           | Eliminada na 3ª Semana           | Eliminada na 3ª Semana           | Eliminada na 3ª Semana           | Eliminada na 3ª Semana           | Eliminada na 3ª Semana           | Eliminada na 3ª Semana           |                            |
| Vera        | X        | X                      | X                      | Eliminada no Início da 3ª Semana | Eliminada no Início da 3ª Semana | Eliminada no Início da 3ª Semana | Eliminada no Início da 3ª Semana | Eliminada no Início da 3ª Semana | Eliminada no Início da 3ª Semana | Eliminada no Início da 3ª Semana | Eliminada no Início da 3ª Semana | Eliminada no Início da 3ª Semana | Eliminada no Início da 3ª Semana |                            |
| Carolina    | João     | Eliminada na 1ª Semana | Eliminada na 1ª Semana | Eliminada na 1ª Semana           | Eliminada na 1ª Semana           | Eliminada na 1ª Semana           | Eliminada na 1ª Semana           | Eliminada na 1ª Semana           | Eliminada na 1ª Semana           | Eliminada na 1ª Semana           | Eliminada na 1ª Semana           | Eliminada na 1ª Semana           | Eliminada na 1ª Semana           |                            |

 X  Fora da casa, incapaz de votar
     Imunidade
 ?  Imunidade, voto não revelado
 X  Imunidade, abaixo da linha amarela, incapaz de votar
 X  Abaixo da linha amarela, incapaz de votar
 X  Abaixo da linha Vermelha ou vítima da eliminação da Caminhada
 X  Fora de eliminação, incapaz de votar
 DES  Este concorrente desistiu da competição
     Eliminado ou fora da casa
     Última pessoa eliminada
     Voto válido contabilizado
 ?  Voto não revelado
     Vencedor do prémio de €50,000 (entre os finalistas)
 X  Abaixo da linha amarela, voto dos portugueses.
 X  A dupla com mais votos está na zona de risco irá competir contra todas as outras na próxima semana. Se esta ganhar a pesagem, as outras duplas ficam abaixo da linha amarela e dupla na zona de risco vota em alguma dupla para sair. Caso contrário, a dupla que está na zona de risco é automaticamente eliminada
 X  Eliminado num desafio

## Resultados Finais doPeso Pesado 2

### Prémio para Peso Pesado (50.000€)
| Concorrente | Peso Inicial | Peso Final | Peso Perdido | Percentagem Perdida |
| ----------- | ------------ | ---------- | ------------ | ------------------- |
| Marco       | 143.8        | 85.2       | 58.6         | 40.75%              |
|             |              |            |              |                     |
| Sara        | 109.3        | 68.2       | 41.1         | 37.60%              |
| Alexandre   | 144.1        | 105.7      | 38.4         | 26.65%              |

### Prémio de Casa (25.000€)
| Concorrente | Peso Inicial | Peso Final | Peso Perdido | Percentagem Perdida |
| ----------- | ------------ | ---------- | ------------ | ------------------- |
| José        | 171.5        | 106.2      | 65.3         | 38.08%              |
|             |              |            |              |                     |
| Carlos      | 148.7        | 92.6       | 56.1         | 37.73%              |
| João        | 125.0        | 82.0       | 43.0         | 34.40%              |
| Diogo       | 157.5        | 107.4      | 50.1         | 31.81%              |
| Marta       | 115.4        | 78.7       | 36.7         | 31.80%              |
| Margarida   | 135.6        | 95.9       | 39.7         | 29.28%              |
| Ana         | 129.1        | 94.8       | 34.3         | 26.57%              |
| Bruno       | 198.6        | 158.7      | 39.9         | 20.09%              |
| Carolina    | 109.0        | 88.9       | 20.1         | 18.44%              |
| Andreia     | 123.4        | 101.1      | 22.3         | 18.07%              |
| Alfredo     | 214.7        | 176.2      | 38.5         | 17.93%              |
| Vera        | 100.0        | 82.3       | 17.7         | 17.70%              |
| Helena      | 116.7        | 98.5       | 18.2         | 15.60%              |

## Resumos das Semanas (2ª Edição - Individuais)

### Semana 1
Primeira exibição de 2 de Outubro de 2011 a 9 de Outubro de 2011
17 concorrentes chegam à herdade do Peso Pesado e confrontam o seu passado. Alfredo, de 34 anos, registou um peso inicial de 214.7 kg, que chocou toda a gente. 
Após a primeira pesagem, a Bárbara revela aos concorrentes que após o final de treino de seleção que iriam ter no dia seguinte, 3 concorrentes seriam eliminados. Todos ficaram muito preocupados.
No treino de seleção, Bruno lesiona-se a meio e não consegue concluir o treino, porém, os treinadores deram-lhe uma oportunidade de ingressar o Peso Pesado. No final, Marta, Marco e Vera são eliminados, porém, apesar de eliminados da herdade, eles continuam em competição, num local mistério, treinados pelo Comando.
Durante a noite, na herdade, as equipas ficam selecionadas:
- Equipa Azul, do Rui: Ana, Bruno, Carlos, Diogo, Margarida, José e Sara.
- Equipa Vermelha, da Conceição: Alexandre, Alfredo, Andreia, Carolina, Helena, Ivo e João

Na tentação, Andreia vence e tem o direito ao poder da caminhada.
Na caminha do poder, Andreia descobre que tem o poder de entregar um voto duplo a alguém, mas a sua decisão só será revelada após a pesagem.
No desafio, a Equipa Vermelha vence e ganha uma vantagem de 2 kg.
Na pesagem, a Helena, da Equipa Vermelha, percebe que só perdeu 0.2 kg, o que deixou a equipa preocupada. O José é o peso pesado da semana com 11.8 kg de peso perdido (6.88%) e tem o recorde de maior quantidade de peso perdido numa semana no peso pesado.
Na eliminação, Carolina é eliminada.

### Semana 2
Primeira exibição de 10 de Outubro de 2011 a 16 de Outubro de 2011
Na tentação desta semana, Ivo arrisca, porém, não consegue acabar a aposta, o que faz com que o vencedor da imunidade seja o mesmo da semana passada, a Andreia.
Na caminhada do poder, Andreia tem de trocar dois membros da Equipa vermelha por dois membros da Equipa azul. Ela decide trocar o João e a Helena (vermelhos), pelo José e pelo Carlos (azuis).
Na pesagem, João é o peso pesado da semana com 4.1 kg de peso perdido (3.47%). a Equipa Vermelha vence a pesagem.
Na eliminação, Bruno é eliminado.

### Semana 3
Primeira exibição de 17 de Outubro de 2011 a 23 de Outubro de 2011
Marco, Marta e Vera voltam à herdade, porém, apenas 2 deles terão um lugar na herdade. Vera é eliminada e Marco e Marta garantem um lugar na herdade.
Depois de um treino conjunto, Marco fica na Equipa Azul e Marta na Equipa Vermelha.
Num dos desafios, Ana vence imunidade e o direito ao poder da caminhada. Bárbara presenteia Helena, que, após tanto pedir uma carta de casa, acabou por recebê-la.
Na caminhada do poder, Ana é obrigada a dar a imunidade a um elemento da Equipa Azul. Ela escolhe Margarida.
Na pesagem, Sara falha o marco dos 100 kg, perdendo apenas 1.9 kg, porém, incrivelmente, foi a concorrente da Equipa Azul que maior percentagem de peso perdeu. José é o peso pesado com 5.0 kg de peso perdido (3.21%). A Equipa Vermelha vence, portanto a pesagem.
Na eliminação, Helena é eliminada.

### Semana 4
Primeira exibição de 24 de Outubro de 2011 a 30 de Outubro de 2011
Na tentação, nenhum dos concorrentes cede, mantendo a Margarida a sua imunidade. 
Na caminhada do poder, Margarida tem de eliminar um homem da Equipa Vermelha. Ela escolhe o Alexandre.
No desafio, a Equipa Azul ganha uma vantagem de 2 kg na pesagem.
Na pesagem, Ivo é o peso pesado da semana com 4.9 kg de peso perdido (3.68%). A Equipa Azul vence a pesagem.
Na eliminação, Alfredo é eliminado.

### Semana 5
Primeira exibição de 31 de Outubro de 2011 a 6 de Novembro de 2011
Os concorrentes recebem a novidade de que vão ser divididos em duplas. No final a duplas ficaram assim: Marta & Diogo, Carlos & João, Marco & Margarida, Sara & Ivo e Ana & Andreia.
Numa noite, deu-se a distribuição das cores. Marta e Diogo ficaram com o laranja, Carlos e João ficaram com o castanho, Marco e Margarida ficaram com o amarelo, Sara e Ivo com o roxo e Ana e Andreia com o azul turquesa. Porém, dois concorrentes foram trazidos de volta, pelo José. O Alexandre e o Bruno voltaram e integraram a equipa verde.
Na tentação, Marco aposta e, contra a vontade de Margarida, consegue imunidade para a equipa amarela.
Na caminhada do poder, a Equipa amarela tem de escolher duas equipas para trocarem a perda de peso na pesagem.
Na pesagem, Sara é o peso pesado com 3.1 kg de peso perdido (3.21%). As duplas laranja e amarela ficaram abaixo da linha amarela, porém, como a dupla amarela tinha imunidade as duplas abaixo da linha amarela foram as duplas laranja e azul turquesa. Mas, com o poder da dupla amarela na caminhada, as duplas a enfrentar a eliminação foram as duplas castanha e azul turquesa.
Na eliminação, a Ana e Andreia foram eliminadas.

### Semana 6
Primeira exibição de 7 de Novembro de 2011 a 13 de Novembro de 2011
Na tentação, Carlos e João ganham imunidade e o direito a realizar o poder da caminhada.
Na caminhada, o Carlos e o João têm de escolher um elemento de cada dupla para ter um treino com o Comando. No final desse treino, uma dupla ganha 1 kg de vantagem. Essa dupla é a dupla laranja.
No desafio, a equipa vencedora tem de dar 2 kg de penalização a uma dupla. A Dupla roxa vence.
Na pesagem, a dupla roxa anuncia que a dupla que ter´2a 2 kg de vantagem é a dupla amarela. Marco é o peso pesado da semana e as duplas amarela e laranja enfrentarão eliminação.
Na eliminação, a dupla com mais votos é a dupla amarela. Porém, a dupla com mais votos está na zona de risco irá competir contra todas as outras na próxima semana. Se esta ganhar a pesagem, as outras duplas ficam abaixo da linha amarela e dupla na zona de risco vota em alguma dupla para sair. Caso contrário, a dupla que está na zona de risco é automaticamente eliminada.

### Semana 7
Primeira exibição de 14 de Novembro de 2011 a 20 de Novembro de 2011
Ao longo da semana, em desafios, a dupla amarela conquista 1 kg de vantagem para a pesagem.
Na pesagem, a dupla amarela vence e tem o poder ao único voto na eliminação. Carlos é o peso pesado da semana.
Na eliminação, a dupla amarela elimina a dupla castanha.

### Semana 8
Primeira exibição de 21 de Novembro de 2011 a 27 de Novembro de 2011
Na tentação, a Marta e o Diogo ganham imunidade na pesagem e o direito ao poder da caminhada.
Na caminhada, a dupla laranja tem de escolher um único elemento para representar a dupla roxa na pesagem.